# Siede (Fluss)
Die Siede ist ein etwa 22 km langer linksseitiger (nördlicher) Nebenfluss der Großen Aue. Sie verläuft größtenteils im Süden des Landkreises Diepholz und gehört zum Flusssystem der Weser.

## Name
Das Gewässer wurde 1241 als Sydene erstmals urkundlich erwähnt. Der Name leitet sich wahrscheinlich vom germanischen Wort *sīđa- „weit, breit“ ab.

## Verlauf
Die Siede entspringt bei Reihausen im Ortsteil Engeln der Gemeinde Bruchhausen-Vilsen, ganz in der Nähe der Hachequelle. Sie fließt dann in südlicher Richtung durch die Samtgemeinde Siedenburg und deren Kernort Siedenburg, für den sie auch namensgebend ist. Sie verlässt dann den Landkreis Diepholz und mündet im Landkreis Nienburg in die Große Aue.
Nebenflüsse der Siede sind die Kuhlenkamper Beeke (= Ober- und Mittellauf des Päpser Baches), der Speckenbach und der Eschbach.